# Cameron Diaz
Cameron Michelle Diaz (San Diego, 30. kolovoza 1972.) američka filmska glumica

## Životopis
Sa 16 godina otišla je od kuće i radila kao foto model, a u sljedećih je pet godina živjela na raznim lokacijama po cijelom svijetu. Iako bez glumačkog iskustva, 1994. godine debitira na filmu glavnom ženskom ulogom uz Jima Carreyja u komediji Maska. Nakon nekoliko uloga u nezavisnim i niskobudžetnim filmovima popularnost joj raste 1998. godine kada igra glavnu ulogu u romantičnoj komediji Svi su ludi za Mary. Dvije godine kasnije igra glavnu ulogu u Charliejevim anđelima, a 2001. nastupa uz Toma Cruisea u Nebu boje vanilije, te daje glas princezi Fioni u popularnom animiranom filmu Shrek.
Danas je jedna od najbolje plaćenih glumica u Hollywoodu, a dobivši 20 milijuna dolara za nastavak Charliejevih anđela postala je tek druga glumica, nakon Julije Roberts, s tolikom zaradom u jednom filmu. 2004. nije glumila u nijednom igranom filmu, ali je ponovno dala glas princezi Fioni u nastavku Shreka.

## Filmografija značajnijih filmova
- Maska (1994.) - Tina Carlyle
- Ljubav u Minnesoti (1996.) - Freddie Clayton
- Glava iznad vode (1996.) - Jim Wilson
- Ne tako običan život (1997.) - Celine Naville
- Gore ne može (1998.) - Laura Garrity
- Svi su ludi za Mary (1998.) - Mary Jensen
- Biti John Malkovich (1999.) - Lotte Schwartz
- Charliejevi anđeli (2000.) - Natalie Cook
- Nebo boje vanilije (2001.) - Julianna "Julie" Gianni
- Shrek (2001.) - Princeza Fiona (glas)
- Najslađe stvorenje (2002.) - Christina Walters
- Charliejevi anđeli 2: Punom brzinom (2003.) - Natalie Cook
- Shrek 2 (2004.) -  Princeza Fiona (glas)
- What Happens in Vegas (2008.)

## Vanjske poveznice
- Cameron Diaz u internetskoj bazi filmova IMDb-u (engl.)